# Les roses d'Elagàbal
Les roses d'Elagàbal és un quadre del pintor neerlandès Lawrence Alma-Tadema. El llenç té 213 cm per 132 cm, unes dimensions que s'aproximen al nombre auri: 1.618:1.

## Descripció
Pintat el 1888, pertany a la col·lecció privada de Juan Antonio Pérez Simón. El tema és un episodi, probablement inventat, d'Elagàbal, emperador romà de la dinastia Severa (204 - 222), agafat de la Història Augusta: Elagàbal va fer llançar per sorpresa tal quantitat de pètals de roses sobre els convidats a una de les seves festes que alguns van morir asfixiats.
En les seves notes a la Història Augusta, Bill Thayer observa que «Neró també ho va fer» (Suetoni, Neró, XXXI), i un fet similar a la casa de Trimalció es descriu al Satíricon de Petroni.